# 失眠 (小說)
《失眠》（英語：Insomnia）是美國小說作家史蒂芬·金於1994年所寫的一部小說，是其中一部與黑塔有重要關係的作品。

## 故事簡介
退休的勞夫·羅伯茲遇上了失眠問題，並且開始看到人身上發出奇妙的光芒。久而久之，他除了看到光芒外，還看到三個禿頭矮醫生，其中兩個他和他的鄰居露依絲稱他們為克洛托及拉刻西斯，他們是負責命定界的死亡事件，而另一個他們稱為阿特羅波斯的禿頭矮醫生則負責隨機界的死亡。克洛托及拉刻西斯告知勞夫和露依絲，隨機界中，一個更高層的人物控制了德里市其中一個市民艾德發動一次襲擊，會造成數以千人死亡，希望兩人能夠阻止。在過程中，勞夫發現矛盾的地方，強迫克洛托及拉刻西斯兩人解釋，兩人終於說出真相。原本是血腥之王希望透過這次襲擊殺死派翠克·丹維爾，一位在黑塔中為羅蘭·德斯欽提供重要幫助的人。最後，勞夫和露依絲成功阻止了襲擊，勞夫更與克洛托及拉刻西斯達成交易，用自己的生命，拯救艾德女兒的生命。